# Ордена Франции

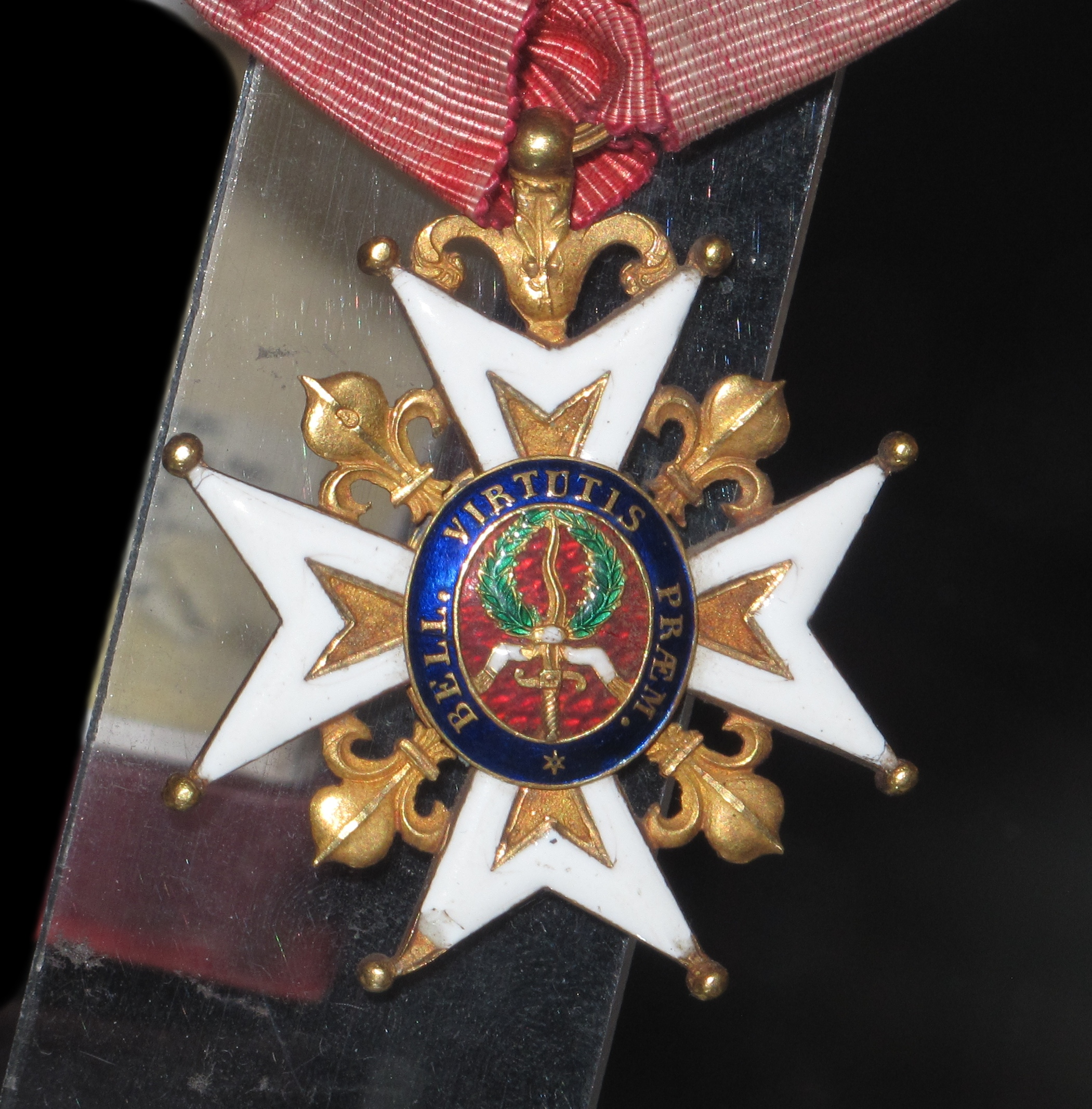
Знак Военного ордена Святого Людовика

Ордена Франции — составляющая часть обширной наградной системы Франции.

## История
Государственная орденская система Франции появилась в XV веке с учреждением королём Людовиком XI ордена Святого Михаила, который в течение более ста лет оставался единственным французским орденом. В конце XVI века король Генрих III основал один из самых известных французских орденов — орден Святого Духа. Эти два старейших королевских ордена, после многочисленных перипетий, существуют и в наши дни, но уже не как государственные, а как частные династические ордена Французского королевского дома Бурбонов.
В XVI—XVIII веках были учреждены ещё несколько королевских орденов, в том числе Военный орден Святого Людовика, для отличия генералов и офицеров Французской армии. Все эти ордена были официально упразднены после Французской революции, но продолжали существовать в эмиграции при дворе Людовика XVIII, и были восстановлены в полной мере в 1814 году, при Реставрации, чтобы окончательно быть упразднёнными Июльской монархией в 1831 году.
В 1802 году Первый консул Наполеон Бонапарт учредил самый известный французский орден - орден Почётного легиона. Этот орден, основанный в духе рыцарских орденов, с их организацией, церемониями и праздниками, существует и в наши дни. Принадлежность к ордену (принятие в членство и дальнейшее повышение в звании в иерархии ордена) является во Франции знаком высшего отличия и государственного признания заслуг. Великим магистром ордена является по должности президент Франции. Несколько других орденов, основанных Наполеоном, были упразднены Реставрацией.
Активное развитие орденская система Франции получила в XX веке. Высокие требования к принятию в орден Почётного легиона и желание различных министерств иметь собственные награды для отличия своих служащих и подведомственных лиц, побудили поднять вопрос об учреждении ведомственных орденов, подчинённых соответствующим министрам. Первый такой орден, Сельскохозяйственных заслуг, появился ещё в 1883 году. Во второй же четверти XX века появилось сразу 16 ведомственных орденов.
Такое обилие орденов не могло не повлиять на процесс обесценивания значения наград. И потому в начале 1960-х годов был поднят вопрос об упразднении этих орденов и заменой их на один общенациональный орден, подчинённый непосредственно Президенту Франции. Орденская реформа произошла 3 декабря 1963 года путём сведения старых законов в единый Кодекс ордена Почётного легиона и Военной медали. Она упразднила почти все ведомственные ордена и учредила Национальный орден Заслуг, условия к получению которого были установлены более либеральные, чем у ордена Почётного легиона. Новый орден структурно вошёл в организацию ордена Почётного легиона, и Великий канцлер Почётного легиона стал одновременно и Великим канцлером Национального ордена Заслуг.
Орденская реформа 1963 года также упразднила и все существовавшие к тому времени колониальные ордена Франции.
История колониальных орденов началась во второй половине XIX века. Местные правители территорий, объявленных Францией своими колониями и протекторатами, учреждали ордена для награждения как своих подданных, так и чиновников Французской колониальной администрации. Через некоторое время после учреждения некоторые из этих орденов Французское правительство объявляло своими «колониальными», с включением их в общую орденскую систему Франции. Награждения производились уже от имени Французской администрации, не только на территории колонии, но и за её пределами. Этими орденами широко награждались чиновники Французской колониальной администрации, местные жители, а также иностранцы.
В некоторых колониях (Индокитай, Мадагаскар, Камерун) в начале XX века были учреждены ордена с местным статусом для награждения туземного населения этих колоний. С обретением независимости колоний эти награды или прекратили своё существование (Индокитай), или были переучреждены уже как национальные (Камерун, Мадагаскар).

## Хронологическая таблица орденов
| Лента                     | Орден                                                                    | Основан                                                               | Упразднён        | Примечания |
| ------------------------- | ------------------------------------------------------------------------ | --------------------------------------------------------------------- | ---------------- | --- |
| Королевские ордена        |                                                                          |                                                                       |                  | |
| -                         | Орден Льва                                                               | 1080                                                                  | 1116             | Создан Ангерраном I или, по другим источникам, его сыном Ангерраном II, в память о победе над опасным львом. Орден не пережил своего основателя. |
| -                         | Орден Звезды                                                             | 6 ноября 1351                                                         | после 1356       | Орден звезды (фр:Ordre de l'Étoile) создал Иоанн II в подражание Ордену подвязки, созданного незадолго до этого (1347) Эдуардом III, королём Англии. |
|                           | Орден Святого Михаила                                                    | 1 августа 1469                                                        |                  | В 1792—1814 в изгнании. Существует в настоящее время как династический орден Французского королевского дома Бурбонов. |
|                           | Орден Святого Духа                                                       | 31 декабря 1578                                                       | 1831             | В 1792—1814 в изгнании. Существует в настоящее время как династический орден Французского королевского дома Бурбонов. |
|                           | Орден Христианского милосердия                                           | 1589                                                                  | ???              | Угас в XVII веке. |
|                           | Орден Святого Лазаря Иерусалимского                                      | 1154                                                                  |                  | Существует в настоящее время как общественная организация. |
|                           | Орден Кармельской Богоматери                                             | 16 февраля 1608                                                       |                  | 31 октября 1608 года он был присоединён к ордену Святого Лазаря Иерусалимского. |
|                           | Королевский орден Кармельской Богоматери и Святого Лазаря Иерусалимского | 31 октября 1608 (5 июня 1668 папа римский подтвердил слияние орденов) |                  | Упразднён после Революции 1830 года. |
|                           | Военный орден Святого Людовика                                           | апрель 1693                                                           | 1831             | В 1792—1814 в изгнании; с 1 января 1791 по 15 октября 1792 был заменён Военным знаком отличия. |
|                           | Орден Военных заслуг                                                     | 10 марта 1759                                                         | 1831             | В 1792—1814 в изгнании; с 1 января 1791 по 15 октября 1792 был заменён Военным знаком отличия. До 1814 г. лента синяя («королевский синий»), с 1814 г. лента красная, как у ордена Святого Людовика. |
|                           | Военный знак отличия                                                     | 1 января 1791                                                         | 15 октября 1792  | Заменял собой Военный орден Святого Людовика и орден Военных заслуг. |
|                           | Орден Святого Губерта                                                    | 1786                                                                  | 1831             | Основан герцогом Бара в 1390 году. В 1786 г. объявлен Французским королевским. В 1792—1814 в изгнании. |
|                           | Знак отличия Лилии (Орден Лилии)                                         | 26 апреля 1814                                                        | 10 февраля 1831  | |
|                           | Знак отличия Бордосской повязки (Орден Бордосской повязки)               | 5 июня 1814                                                           | 1831             | |
|                           | Знак отличия Верности (Орден Верности)                                   | 5 февраля 1816                                                        | 1831             | |
|                           | Июльский крест (Орден Июльского креста)                                  | 30 апреля 1831                                                        | —                | Был сохранён Второй республикой. Награждались участники событий Июльской революции 1830 года. |
| Ордена Наполеона I        |                                                                          |                                                                       |                  | |
|                           | Орден Почётного легиона                                                  | 19 мая 1802                                                           | существует       | |
|                           | Орден Железной короны                                                    | 5 июня 1805                                                           | 1814             | |
|                           | Орден Академических пальм                                                | 19 марта 1808                                                         | существует       | |
|                           | Орден Трёх золотых рун                                                   | 15 августа 1809                                                       | 27 сентября 1813 | Не было произведено ни одного награждения. |
|                           | Орден Воссоединения                                                      | 11 октября 1811                                                       | 1814             | |
|                           | Знак Орла                                                                | 1815                                                                  | 1815             | Учреждён во время Ста дней. |
| Республиканские ордена    |                                                                          |                                                                       |                  | |
|                           | Орден Сельскохозяйственных заслуг                                        | 7 июля 1883                                                           | существует       | До 1999 г. полоски на ленте амарантовые, с 1999 г. красные. |
|                           | Орден Морских заслуг                                                     | 9 февраля 1930                                                        | существует       | |
|                           | Орден Социальных заслуг                                                  | 25 октября 1936                                                       | 3 декабря 1963   | |
|                           | Орден Здравоохранения                                                    | 18 февраля 1938                                                       | 3 декабря 1963   | |
|                           | Орден Торговых заслуг                                                    | 27 мая 1939                                                           | 29 июня 1961     | Переименован в орден Торговых и Промышленных заслуг. |
|                           | Орден Освобождения                                                       | 16 ноября 1940                                                        | существует       | Награждения не производятся. |
|                           | Орден Ремесленных заслуг                                                 | 11 июня 1948                                                          | 3 декабря 1963   | |
|                           | Орден Туристических заслуг                                               | 27 мая 1949                                                           | 3 декабря 1963   | |
|                           | Орден Заслуг перед ветеранами                                            | 14 сентября 1953                                                      | 3 декабря 1963   | |
|                           | Орден Почтовых заслуг                                                    | 14 ноября 1953                                                        | 3 декабря 1963   | |
|                           | Орден Народного хозяйства                                                | 6 января 1954                                                         | 3 декабря 1963   | |
|                           | Орден Спортивных заслуг                                                  | 6 июля 1956                                                           | 3 декабря 1963   | |
|                           | Орден Трудовых заслуг                                                    | 21 января 1957                                                        | 3 декабря 1963   | |
|                           | Орден Военных заслуг                                                     | 22 марта 1957                                                         | 3 декабря 1963   | |
|                           | Орден Искусств и литературы                                              | 2 мая 1957                                                            | существует       | |
|                           | Орден Гражданских заслуг                                                 | 14 октября 1957                                                       | 3 декабря 1963   | |
|                           | Орден Саха́рских заслуг (Орден За заслуги в Сахаре)                       | 4 апреля 1958                                                         | 3 декабря 1963   | |
|                           | Орден Торговых и промышленных заслуг                                     | 29 июня 1961                                                          | 3 декабря 1963   | Образован переименованием ордена Торговых заслуг. |
|                           | Национальный орден Заслуг                                                | 3 декабря 1963                                                        | существует       | |
| Колониальные ордена       |                                                                          |                                                                       |                  | |
|                           | Орден Чёрной звезды                                                      | 1 декабря 1889                                                        | 3 декабря 1963   | Объявлен колониальным 30 июля 1894 года. 1 сентября 1950 года объявлен заморским орденом Франции. |
|                           | Орден Звезды Анжуана (Орден Анжуанской звезды)                           | 1874                                                                  | 3 декабря 1963   | Объявлен колониальным 12 сентября 1896 года. 1 сентября 1950 года объявлен заморским орденом Франции. В 2000 году был возрождён султаном Анжуана, провозгласившего независимость от Коморских Островов. До 1899 г. лента красная с белыми полосами по краям. С 1899 г. лента голубая с оранжевыми полосками по краям. |
|                           | Орден Нишан-эль-Ануар                                                    | 1887                                                                  | 3 декабря 1963   | Объявлен колониальным 10 мая 1896 года. 1 сентября 1950 года объявлен заморским орденом Франции. До 1899 г. лента была красная с синими, белыми и чёрной полосками. С 1899 г. лента синяя с белой полосой по центру. |
|                           | Королевский орден Камбоджи                                               | 8 февраля 1864                                                        | 1 сентября 1950  | Объявлен колониальным в 1896 году. Награждения от имени Франции прекращены с 25 августа 1948 года. 1 сентября 1950 года объявлен орденом государства—члена Французского Союза. Восстановлен 5 октября 1995 года как орден Королевства Камбоджа. До 1899 г. и после 1948 г. лента красная с зелеными полосами по краям. С 1899 г. по 1948 г. лента белая с оранжевыми полосами по краям. |
|                           | Орден Дракона Аннама                                                     | 14 марта 1886                                                         | 5 мая 1950       | Объявлен колониальным 10 мая 1896 года. 1 сентября 1950 года объявлен орденом государства—члена Французского Союза. После объявления независимости Вьетнама существует как династический орден Аннамского императорского дома. До 1900 г. лента для гражданских зелёная с золотисто-жёлтыми полосами по краям, для военных белая с золотисто-жёлтыми полосами. С 1900 г. лента при присуждении от имени императора Аннама красная с жёлтыми полосами, а при присуждении от имени Французского правительства зелёная с золотисто-жёлтыми полосами. |
| Ордена с особым статусом  |                                                                          |                                                                       |                  | |
|                           | Орден Индокитайских заслуг                                               | 30 апреля 1900                                                        | 1954             | Орден имел статус местного. Предназначался для награждения местного населения Индокитая. После обретения независимости государств Индикитая прекратил своё существование. |
|                           | Орден Заслуг Мадагаскара                                                 | 14 мая 1901                                                           | существует       | Орден имел статус местного. Предназначался для награждения местного населения французского Мадагаскара и зависимых территорий. После обретения независимости переучреждён в наградной системе Мадагаскара с изменением внешнего вида знаков ордена. |
|                           | Орден Камерунских заслуг                                                 | 24 апреля 1924                                                        | существует       | Орден имел статус местного. Предназначался для награждения местного населения французского Камеруна. После обретения независимости переучреждён в наградной системе Камеруна с изменением внешнего вида знаков ордена. |
|                           | Орден Таити Нуи (Орден Великого Таити)                                   | 5 июня 1996                                                           | существует       | Официальная награда Французской Полинезии, заморского сообщества Франции. |
| Ордена правительства Виши |                                                                          |                                                                       |                  | |
|                           | Орден Франциски (Орден Галльской секиры)                                 | 26 мая 1941                                                           | 1944             | Было произведено менее 3000 награждений. В 1944 году, после освобождения Франции, все награды правительства Виши запрещены. |
|                           | Национальный орден Труда                                                 | 1 апреля 1942                                                         | 1944             | Было произведено 100 награждений в 1943 году и 100 награждений в 1944 году (все в степень кавалера). В 1944 году, после освобождения Франции, все награды правительства Виши запрещены. |

## Современная орденская система Франции
К 2021 году в Пятой республике существует 7 государственных и ведомственных орденов.
| Лента | Орден                             | Основан        |
| ----- | --------------------------------- | -------------- |
|       | Орден Почётного легиона           | 19 мая 1802    |
|       | Орден Освобождения                | 16 ноября 1940 |
|       | Национальный орден Заслуг         | 3 декабря 1963 |
|       | Орден Академических пальм         | 19 марта 1808  |
|       | Орден Сельскохозяйственных заслуг | 7 июля 1883    |
|       | Орден Морских заслуг              | 9 февраля 1930 |
|       | Орден Искусств и Литературы       | 2 мая 1957     |